# Melanie Martinez
Melanie Adele Martinez (28. travnja 1995.), američka je kantautorica i fotografkinja. Sudjelovala je u trećoj sezoni američke inačice svjetski popularnoga natjecateljskog pjevačkog showa The Voice. U travnju 2014. godine je objavila vodeći single s istoimenog EP-a, "Dollhouse" zajedno s pjesmom "Carousel" koja se pojavila u video isječku za popularnu seriju Američka horor priča: Cirkus nakaza. 2015. je objavila album "Cry Baby".

## Životopis
Melanie Martinez rođena je 28. travnja 1995. u Astoriji, Queens, New Yorku kojoj su roditelji portorikanskog i dominikanskog podrijetla. Njezina obitelj preselila se u Baldwin, New York na Long Island kada je Melanie imala samo 4. godine. Imala je veliku zbirku igračaka dok je odrastala, koje sada upotrebljava za svoje ogrlice i izloge u video spotovima. Odrastajući slušala je Brandy, Britney Spears, Shakiru, The Beatles, Tupaca, Biggie Smalls te Christinu Aguileru. Od mlade dobi počela se baviti s poezijom i htjela je postati pjevačica.
Završila je srednju školu u Baldwinu. Sa 16 godina obojila je kosu pola u plavo, pola u crno. Inspiracija za takvu kosu bila je Cruella de Vil iz Disneyjevog klasika iz 1961. 101 dalmatinac.

## Karijera

### 2012.: MSG Varsity Talent Show i The Voice
U početku 2012. godine Melanie je sudjelovala u MSG Varsity Talent Showu. Pjevala je "Money (That's What I Want)" od Barrett Stronga i "Shake Me, Wake Me (When It's Over)" od The Four Tops. Eliminirana je u drugom krugu emisije.
Kasnije u 2012. godini, prijavila se na američki The Voice i izvela pjesmu "Toxic" od Britney Spears. Tri od četiri sudca su se okrenulo i označili ju s I want you/Moj glas. Izabrala je Adama Lavinea za svog trenera. Kroz natjecanje pjevala je pjesmu "Lights" od Ellie Goulding te je ujedno i pobijedila protiv Caitlin Michelle u dvoboju. U Knockout rundi pjevala je protiv Sam Jamesa koji je izgubio od nje s pjesmom "Bulletproof" od La Roux. 
U prvom tjednu prijenosa uživo pjevala je "Hit The Road Jack" od Ray Charlesa. Glasovi publike su spasili ostale članove iz Team Adama: Amandu Brown i Bryana Keitha.
U trećem tjednu emisije, pjevala je pjesmu "Seven Nation Army" od The White Stripesa koja je plasirala na broju 10 iTunes Top 200 Single Charts. Četvrtog tjedna s pjesmom "Too Close" od Alexa Clarea ponovno je plasirala u iTunes Top 200 Single Charts na broju 6. 
Melanie je eliminirana u petom tjednu emisije zajedno s Amandom Brown koja je ujedno bila dio Team Adama, ostavljajući Team Adam bez ikojeg natjecatelja.

### 2013. − 2016.: Dollhouse EP i debi album Cry Baby
Dana 7. travnja Melanie je izjavila da je potpisala ugovor s Atlantic Records. Nakon The Voice-a, Melanie je počela raditi samostalno na svom projektu i prvom EP-u pod nazivom "Dollhouse". EP se sastoji od četiri pjesme i izdan je 19. svibnja 2014. godine. Melanie je izjavila da su joj zvukovi dječjih igračaka bile inspiracije za pisanje pjesama za EP-a "Dollhouse. 
Dana 1. lipnja 2012. godine, Melanie je objavila prvi singl "Pity Party" s debi albuma Cry Baby, u refrenu sadržava uzorak "It's My Party" od Lesley Gore izdana 1963. godine. Sama je režirala video za pjesmu "Pity Party". 10. srpnja te godine objavila je drugi singl "Soap" s istog albuma. Pjesma je plasirana s brojem 12 u Alternative Digital Songs chart, i brojem 16 u Pop Digital Songs charts. Sippy Cup je izdan 31. srpnja 2014. 14 dana prije nego što će objaviti svoj prvi te konceptualni album Cry Baby.

### 2017. − danas: Drugi studijski album, film i EP
Završila je sa snimanjem svog drugog albuma koji govori o susjedima od Cry Baby. Martinez je najavila da će svoj drugi studijski album objaviti krajem ljeta ili početkom jeseni ove godine. 

## Utjecaji
Tim Burton je jedan od najvećih utjecaja Melanie Martinez rekavši kako bi joj bio san da zajedno snime film. Značajniji utjecaji u glazbenoj karijeri Melanie Martinez su Regina Spektor, Neutral Milk Hotel, Feist, i Kimbra.

## Diskografija

### Albumi
- Cry Baby (2015.)
- K-12 (2019.)
- Portals (2023.)

### EP-ovi
- Dollhouse (2014.)
- Pity Party (2016.)
- Cry Baby's Extra Clutter (2016.)
- After School (2020.)

## Koncerti
- Dollhouse turneja (2013. – 14.)
- Cry Baby turneja (2015. – 16.)